# Euthyrhynchus floridanus
Euthyrhynchus floridanus är en insektsart som först beskrevs av Carl von Linné 1767.  Euthyrhynchus floridanus ingår i släktet Euthyrhynchus och familjen bärfisar. Inga underarter finns listade i Catalogue of Life.

## Bildgalleri

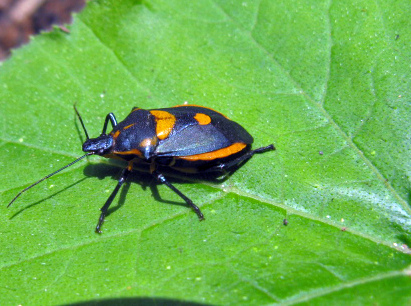
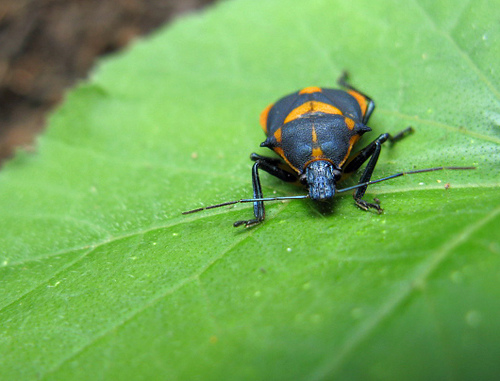
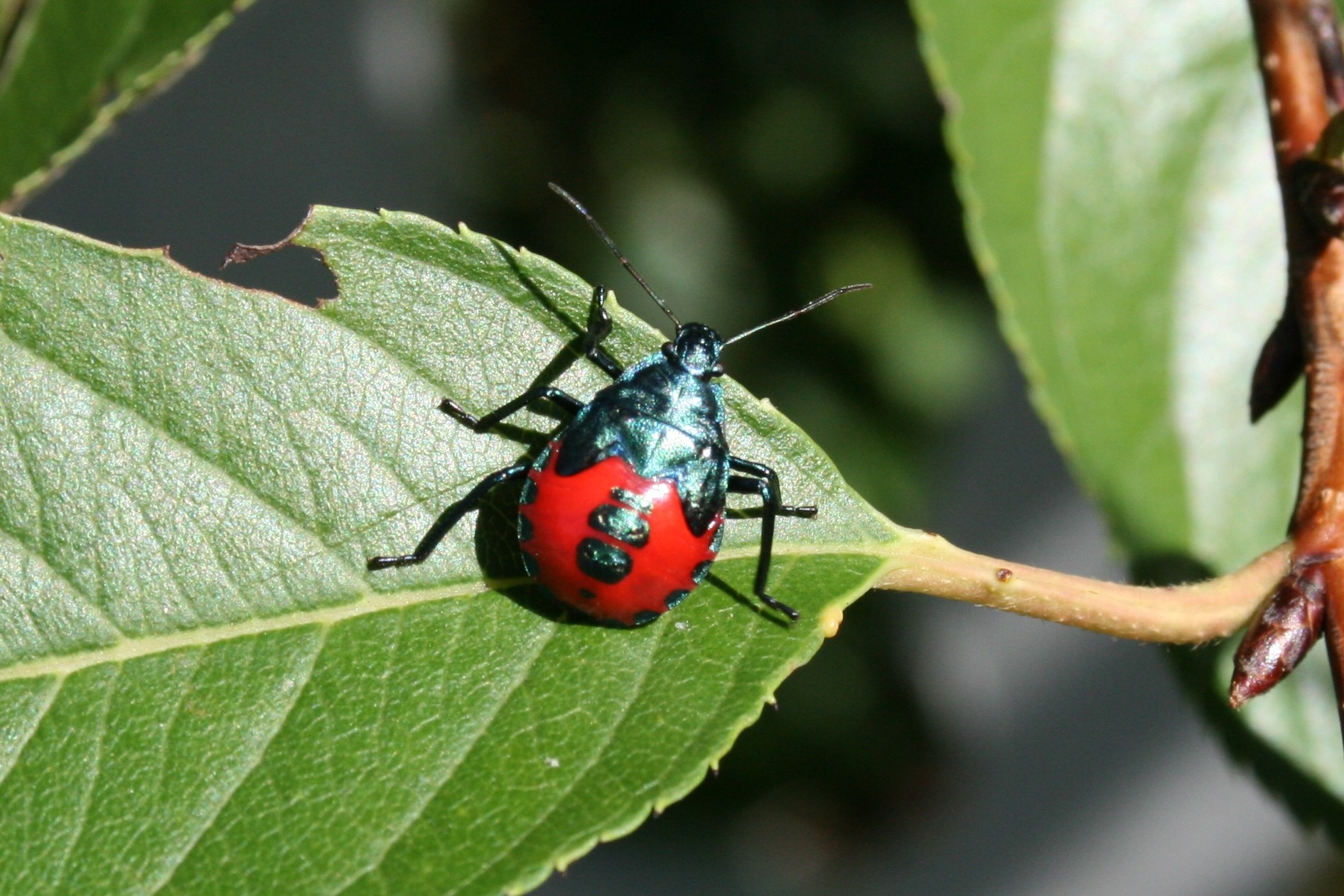
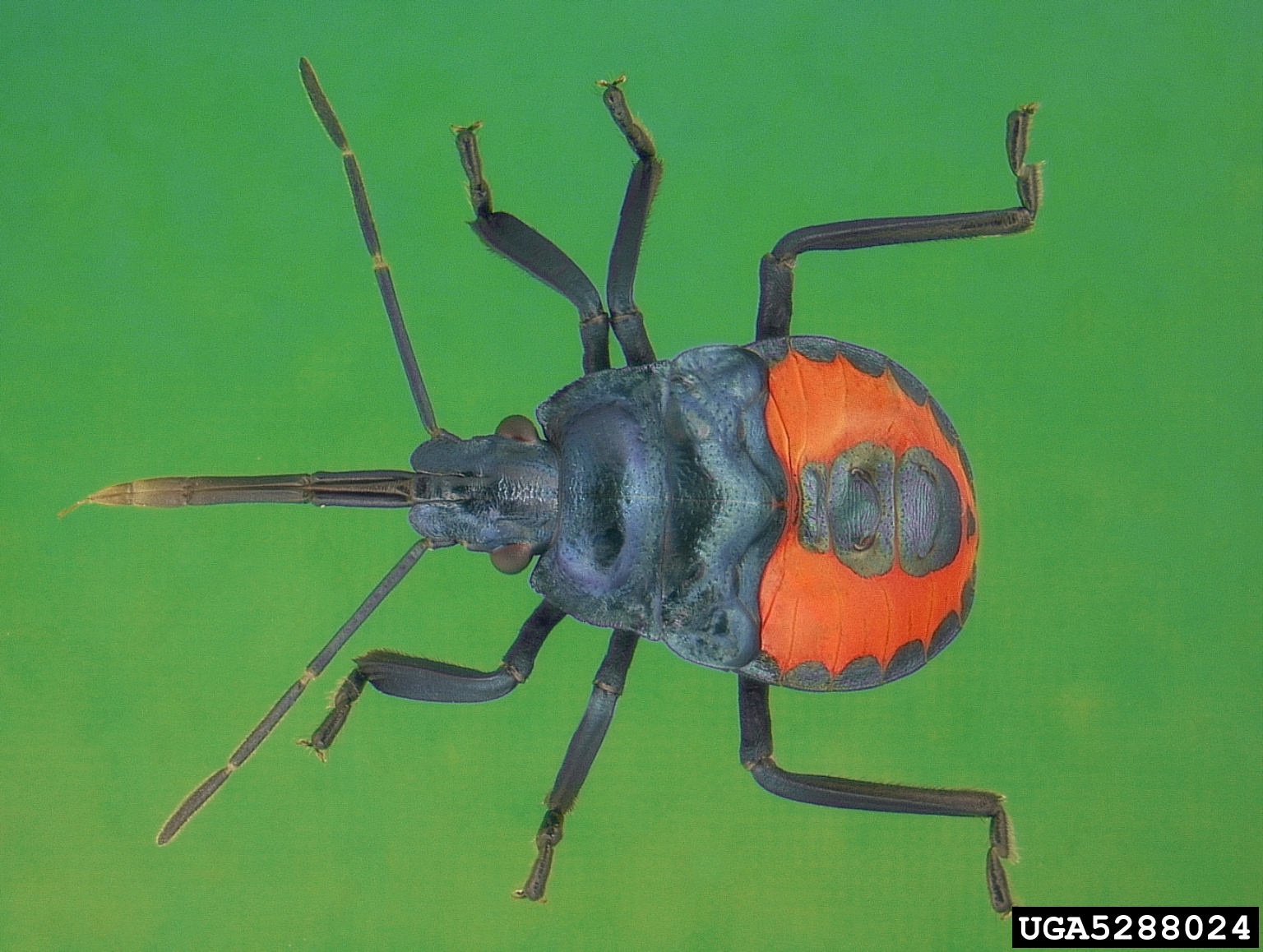
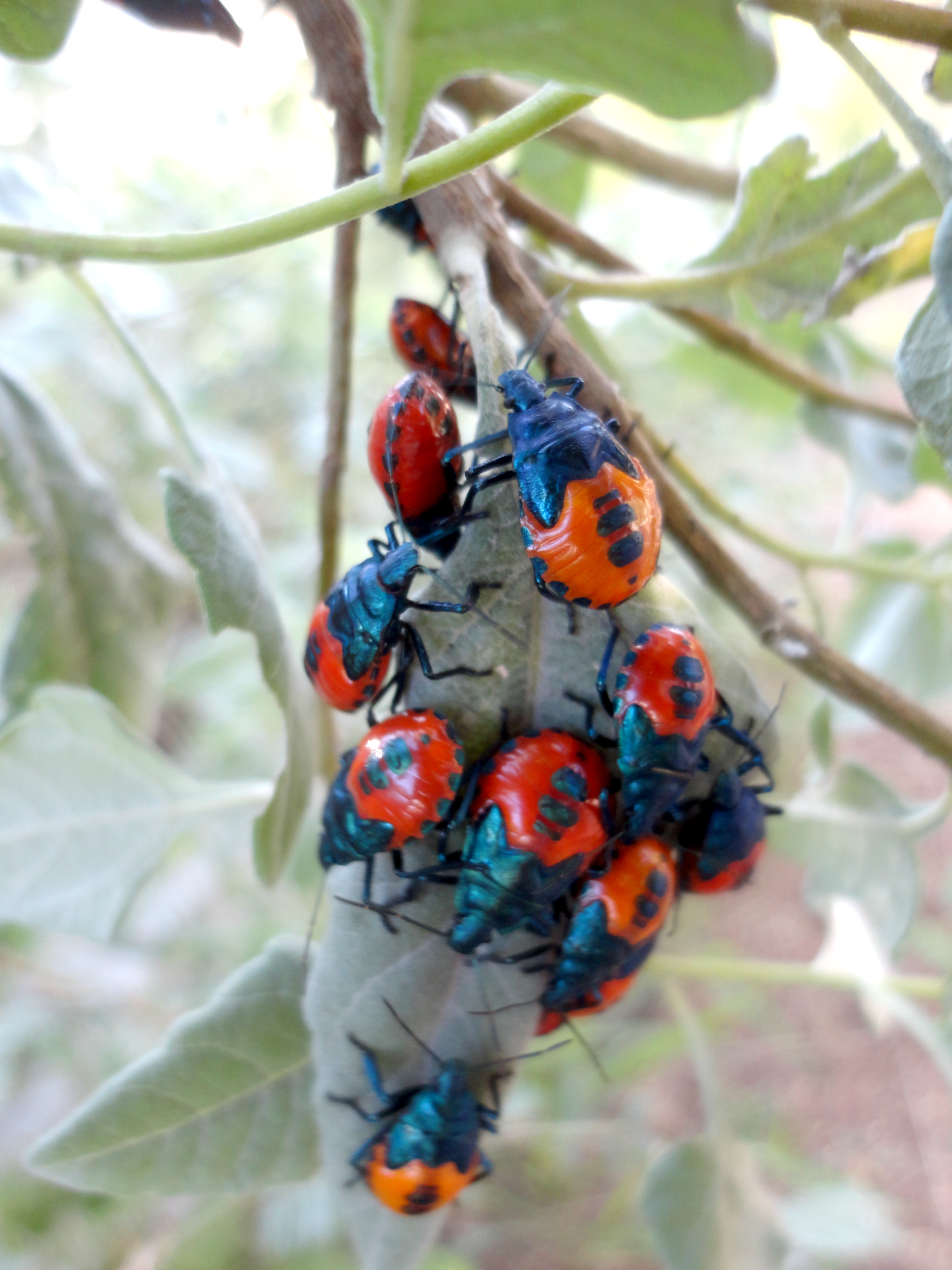